# 메카
메카(아랍어: مكة المكرمة) 또는 마카(Makkah Al Mukarrammah)는 과거에 히자즈로 알려졌던 사우디아라비아의 도시로 메카주의 주도이다. 사우디아라비아에서 인구가 3번째로 많은 도시이며, 홍해 연안의 항구 도시 지다에서 70 km 정도 내륙인 북위 21도 29분, 동경 39도 45분에 위치해 있으며 해발 277미터이고, 2012년 기준 인구는 약 2백만명이다.
메디나와 더불어 이슬람 역사에서 빼놓을 수 없는 도시다. 여행을 감당할 수 있는 모든 무슬림은 일생에 한 번 이상 메카 순례를 떠나는 것이 의무이다. 메카의 순례 행사는 이슬람력 마지막 달인 두알히자(아랍어: ذو الحجة , 순례의 달)에 시작되며, 이 순례 행사에 참여하는 것을 하즈, 참례자를 하지라고 한다. 이슬람의 다섯 기둥에 하즈가 들어있기 때문에 메카는 늘 순례자로 붐빌 수밖에 없는 곳이다. 이 때문에 메카라는 말은 단순히 도시의 지명을 넘어서, 어떤 집단의 아주 중요한 장소를 가리키는 대명사가 되었다. 1980년대 사우디아라비아 정부는 공식 표기를 "메카"에서 "마카"로 변경했는데, 이는 중요한 장소를 가리키는 비유적 표현인 "메카"와 이슬람 성지를 구별해 사용해 달라는 취지다.
메카는 무함마드의 출생지이다. 무함마드는 메카에서 3.2 km 정도 떨어진 히라 동굴에서 쿠란에 대한 첫 계시를 받았다고 한다. 이슬람 세계에서 메카는 가장 성스러운 도시이다.

## 이름의 유래
메카의 옛 이름은 바카였다. 바카의 어원은 정확하지는 않으나 카바와 관련이 있다고 여겨진다. 이슬람 세계의 확장과 함께 메카는 “모든 도시들의 어머니”로 불리게 되었다.

## 정부
메카는 사우디아라비아 메카주의 주도로, 시정은 중앙정부에 의해 임명되는 시장과 14명의 지방의회 의원들에 의해 운영된다. 시장은 시의회의 수장을 겸한다. 현재 시장은 2007년 임명된 사우드 왕가의 왕자 칼리드 이븐 파이살 알 사우드이다.

## 역사

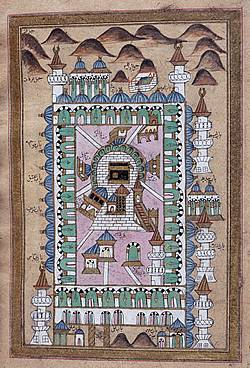
1787년 오스만 시기 제작된 메카의 지도

### 고대
이슬람 전승에서는 이스마엘의 정착이 메카의 시초라고 한다. 기원전 60년에서 기원전 30년 무렵의 역사를 기록한 고대 그리스의 역사가 디오도로스 시켈로스는 당시에 이미 카바를 신성한 곳으로 여기고 숭배하는 풍습이 있었다고 기록하고 있다. 고대 사마리아인들은 메카가 이스마엘의 장남 느바욧에 의해 세워졌다고 여겼다.
5세기 무렵 메카는 여러 다신교 문화에서 중요한 장소였고 특히 쿠라이시 부족은 후발을 숭배하는 장소로 카바를 이용하였다. 후발 숭배는 7세기까지 지속되었다.
5세기까지 쿠라부시 부족의 무대였던 메카는 점차 중요한 무역로가 되었고, 특히 6세기 무렵 향신료 무역이 성장하자 무역로를 지배하려는 여러 세력의 각축장이 되었다. 비잔티움 제국은 홍해 무역로가 해적들로 인해 더 이상 안전하지 않게 되자 육상 무역로를 확보하려 하였고, 사산 제국 역시 페르시아만을 통해 들어온 물자를 이송할 육로를 확보하고자 하였다. 로마-페르시아 전쟁 중에도 메카는 페트라, 팔미라와 함께 중요한 무역 거점이었다.
메카는 홍해 연안에 인접해 있어 해상 교통과 연계가 편리하고 잠잠 우물이 있어 대상들이 사막을 건너며 쉬어가기 좋은 곳이었다.

### 중세
570년 메카에서 무함마드가 태어났다. 이슬람 전승에 따르면 무함마드는 610년 메카 인근의 자발 알노우르(아랍어:  جبل النور, 빛의 산)에 있는 히라 동굴에서 대천사 가브리엘로부터 첫 계시를 받았다고 한다. 이후, 무함마드는 다신교도들에 맞서 이슬람을 전파하다 박해를 받았고 622년 메디나로 옮겼다. 이후로도 무슬림과 다신교 사이의 분쟁이 계속되었고, 결국 이슬람이 몇 차례의 전투에서 승리한 뒤 메카는 이슬람을 받아들이게 되었다.
632년 무함마드가 사망한 뒤로도 메카는 이슬람 세계의 가장 중요한 도시였고 해 마다 많은 순례자들이 찾는 성지가 되었다.

### 근대

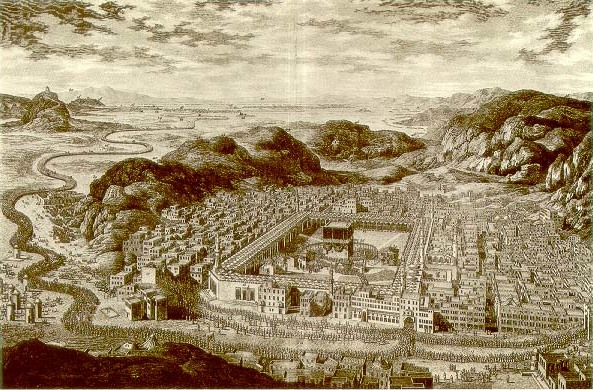
1850년 무렵의 메카

마지막 정통 칼리파였던 알리 이븐 아비 탈리브가 사망한 뒤 이슬람 세계는 순니파와 시아파로 분열되었다. 이후 메카 지역은 우마이야 왕조(661년 ~ 750년), 아바스 왕조(750년 ~ 1258년), 아이유브 왕조(1171년 ~ 1341년), 맘루크 왕조(1250년 - 1517년), 오스만 제국(1299년 - 1922년) 등의 지배를 받았다. 제1차 세계 대전 중에 아라비아 반도의 여러 부족들이 영국과 함께 오스만 제국을 아라비아 반도에서 축출하였고, 이후 한 동안 영국의 보호령이 되었다.

### 현대

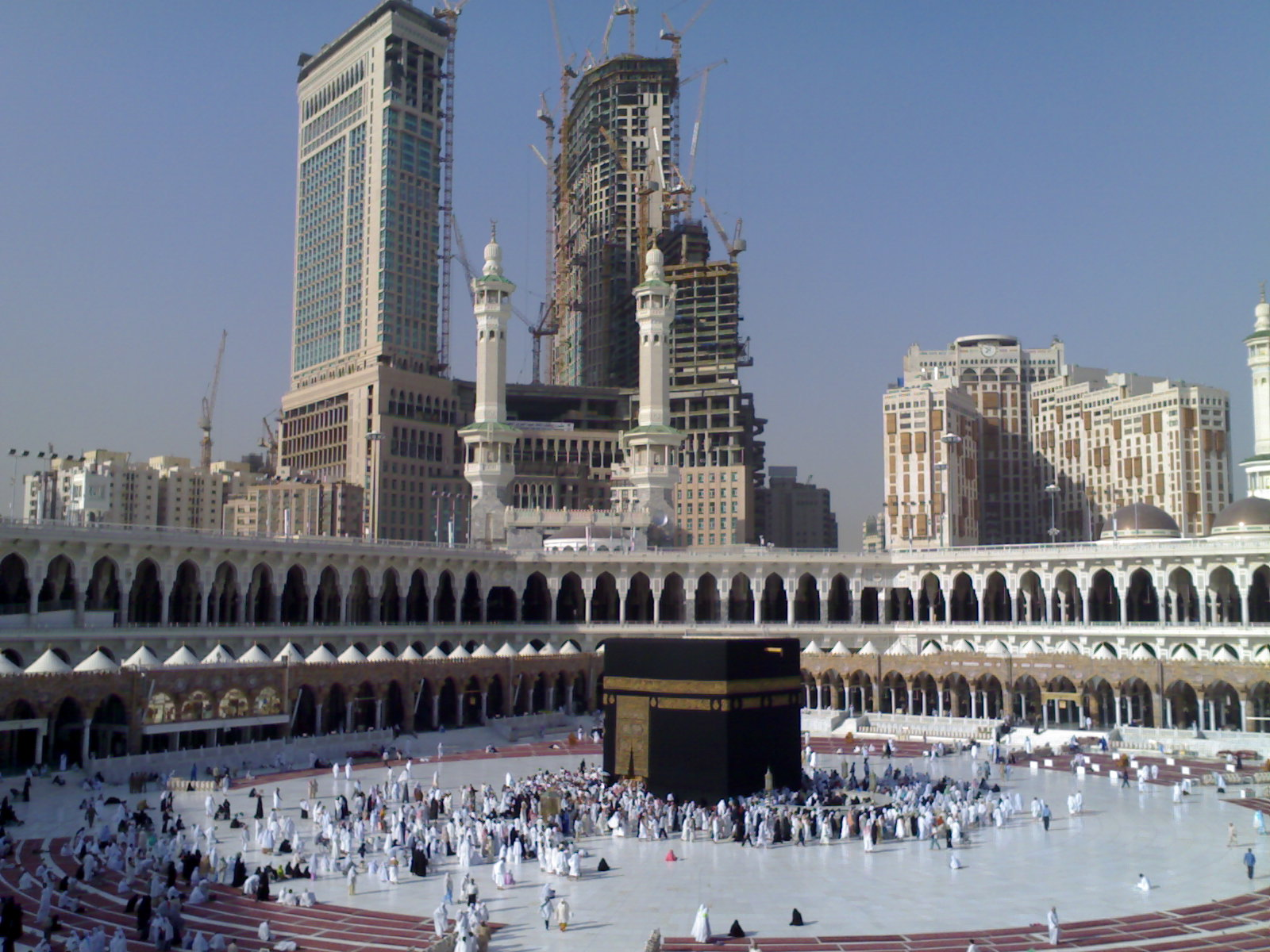
카바 사원 뒤로 건축중인 알베이트 타워 호텔이 보인다. 2006년 촬영

1924년 메카 전투에서 사우드 왕가가 주변 다른 부족들을 물리치고 메카를 점령하여 사우디아라비아의 영토로 병합하였다. 사우디아라비아는 여러 차례에 걸쳐 메카에서 개발 사업을 벌였고, 카바 사원을 크게 개축하였다. 1985년 무렵엔 메카의 건물 가운데 95%가 새로 지은 것이었다.

## 순례

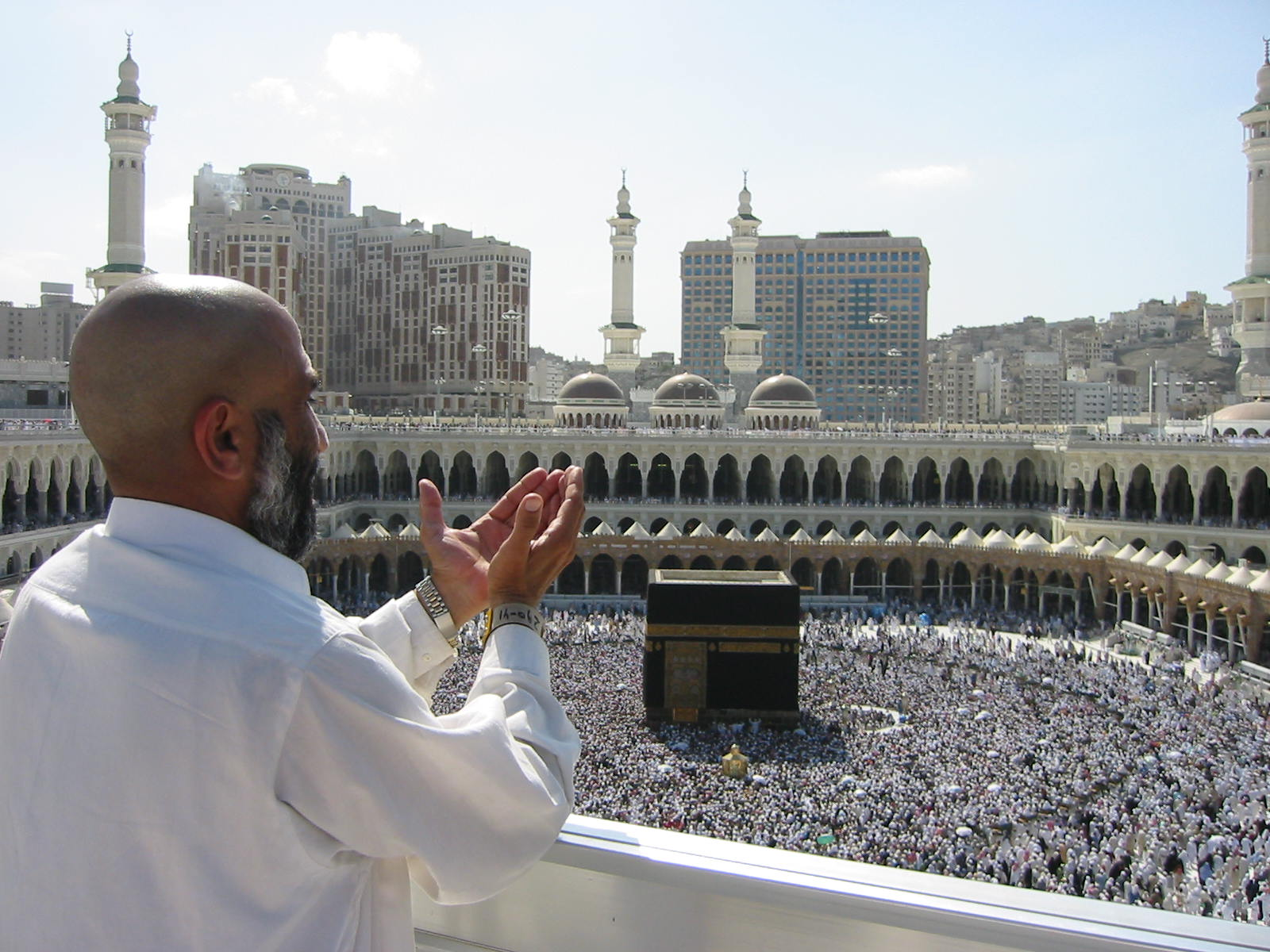
메카의 카바 앞에서 기도를 올리는 무슬림

무슬림들에게 메카 순례는 이슬람의 다섯 기둥 가운데 하나로 의무이다. ‘하즈'라 불리는 이 순례는 이슬람력 ‘둘 히자’월에 이루어지며, 매년 300만 명 정도가 참가한다. 연중의 다른 달에 이루어지는 순례는 ‘움라’라고 불린다. 비무슬림은 원칙적으로 메카와 메디나에 들어가는 것이 금지되어 있기 때문에 비무슬림으로서 메카 내의 의식을 본 사람은 극히 적다.
메카의 중심은 카바로, 아브라함과 이스마엘이 주춧돌을 놓았다고 하는 정육방면체 건물이다. 카바는 금이 새겨진 검은 천으로 덮여 있다. 순례자는 카바를 7번 도는 사이를 행한다. 이후 잠잠 우물에서 물을 마시며, 잠잠의 물을 떠가지 않는 무슬림은 드물다.
하즈가 진행되는 동안 순례자는 미나라는 작은 마을로 향해 돌기둥으로 상징화된 악마(사탄)를 돌로 쫓는 의식을 행한 뒤, 무함마드가 최후의 연설을 한 아라파의 언덕으로 올라가 예배를 드린다.
무슬림들에게 메카의 중요성은 아주 대단해서, 지구상 어디에 있든지 모든 무슬림은 북위 21도 25분 24초, 동위 39도 49분 34초에 위치한 메카의 카바 방향으로 하루에 다섯 번 예배를 드린다. 이 기도의 방향은 키블라로 불린다.
카바는 아랍어로 알 마스지드 알 하람이라 불리는데 ‘신성한 성원’이라는 의미를 담고 있다.

## 지리
메카는 홍해 연안에서 약 80 km 들어간 내륙에 위치해 있으며 고도는 해발 227 m이다. 메카는 산으로 둘러쌓인 분지로 주변에 알타네엠 계곡, 바카 계곡, 아브카르 계곡과 같은 계곡들이 있다.

## 기후
메카는 사막 기후에 속한다. 사우디아라비아의 다른 도시들과 달리 겨울에도 기온이 높으며, 비는 겨울에 조금 내릴 뿐이다.
| 메카 (1991년~2020년)의 기후                   | 메카 (1991년~2020년)의 기후 | 메카 (1991년~2020년)의 기후 | 메카 (1991년~2020년)의 기후 | 메카 (1991년~2020년)의 기후 | 메카 (1991년~2020년)의 기후 | 메카 (1991년~2020년)의 기후 | 메카 (1991년~2020년)의 기후 | 메카 (1991년~2020년)의 기후 | 메카 (1991년~2020년)의 기후 | 메카 (1991년~2020년)의 기후 | 메카 (1991년~2020년)의 기후 | 메카 (1991년~2020년)의 기후 | 메카 (1991년~2020년)의 기후 |
| 월                                            | 1월                         | 2월                         | 3월                         | 4월                         | 5월                         | 6월                         | 7월                         | 8월                         | 9월                         | 10월                        | 11월                        | 12월                        | 연간                        |
| --------------------------------------------- | --------------------------- | --------------------------- | --------------------------- | --------------------------- | --------------------------- | --------------------------- | --------------------------- | --------------------------- | --------------------------- | --------------------------- | --------------------------- | --------------------------- | --------------------------- |
| 역대 최고 기온 °C (°F)                        | 39.0 (102.2)                | 40.0 (104.0)                | 42.4 (108.3)                | 44.7 (112.5)                | 49.4 (120.9)                | 51.8 (125.2)                | 51.0 (123.8)                | 50.0 (122.0)                | 49.8 (121.6)                | 47.0 (116.6)                | 41.2 (106.2)                | 39.4 (102.9)                | 51.8 (125.2)                |
| 일평균 최고 기온 °C (°F)                      | 30.9 (87.6)                 | 32.6 (90.7)                 | 35.4 (95.7)                 | 39.0 (102.2)                | 42.4 (108.3)                | 43.9 (111.0)                | 43.2 (109.8)                | 42.9 (109.2)                | 42.9 (109.2)                | 40.4 (104.7)                | 35.6 (96.1)                 | 32.5 (90.5)                 | 38.5 (101.3)                |
| 일일 평균 기온 °C (°F)                        | 24.3 (75.7)                 | 25.4 (77.7)                 | 27.8 (82.0)                 | 31.3 (88.3)                 | 34.6 (94.3)                 | 36.2 (97.2)                 | 36.2 (97.2)                 | 35.9 (96.6)                 | 35.2 (95.4)                 | 32.5 (90.5)                 | 28.7 (83.7)                 | 25.9 (78.6)                 | 31.2 (88.1)                 |
| 일평균 최저 기온 °C (°F)                      | 19.2 (66.6)                 | 19.9 (67.8)                 | 21.8 (71.2)                 | 25.1 (77.2)                 | 28.1 (82.6)                 | 29.3 (84.7)                 | 29.8 (85.6)                 | 30.1 (86.2)                 | 29.2 (84.6)                 | 26.5 (79.7)                 | 23.4 (74.1)                 | 20.7 (69.3)                 | 25.3 (77.5)                 |
| 역대 최저 기온 °C (°F)                        | 11.0 (51.8)                 | 10.0 (50.0)                 | 13.0 (55.4)                 | 15.6 (60.1)                 | 20.3 (68.5)                 | 22.0 (71.6)                 | 23.4 (74.1)                 | 23.4 (74.1)                 | 22.0 (71.6)                 | 18.0 (64.4)                 | 16.4 (61.5)                 | 12.4 (54.3)                 | 10.0 (50.0)                 |
| 평균 강수량 mm (인치)                         | 20.7 (0.81)                 | 2.5 (0.10)                  | 5.2 (0.20)                  | 8.3 (0.33)                  | 2.6 (0.10)                  | 0.0 (0.0)                   | 1.4 (0.06)                  | 5.8 (0.23)                  | 6.3 (0.25)                  | 14.1 (0.56)                 | 23.2 (0.91)                 | 24.7 (0.97)                 | 104.6 (4.12)                |
| 평균 강수일수 (≥ 1.0 mm)                      | 1.8                         | 0.3                         | 0.6                         | 0.7                         | 0.3                         | 0.0                         | 0.1                         | 0.8                         | 0.7                         | 1.1                         | 1.7                         | 1.3                         | 9.6                         |
| 평균 상대 습도 (%) (일 평균)                  | 58                          | 54                          | 48                          | 43                          | 36                          | 33                          | 34                          | 39                          | 45                          | 50                          | 58                          | 59                          | 46                          |
| 평균 월간 일조시간                            | 260.4                       | 245.8                       | 282.1                       | 282.0                       | 303.8                       | 321.0                       | 313.1                       | 297.6                       | 282.0                       | 300.7                       | 264.0                       | 248.0                       | 3,400.5                     |
| 평균 일일 일조시간                            | 8.4                         | 8.7                         | 9.1                         | 9.4                         | 9.8                         | 10.7                        | 10.1                        | 9.6                         | 9.4                         | 9.7                         | 8.8                         | 8.0                         | 9.3                         |
| 출처 1: 세계기상기구, 지다 지역기후센터       |                             |                             |                             |                             |                             |                             |                             |                             |                             |                             |                             |                             |                             |
| 출처 2: 독일 기상청 (일조시간: 1986년~2000년) |                             |                             |                             |                             |                             |                             |                             |                             |                             |                             |                             |                             |                             |

## 같이 보기
- 메디나